# Georges Catroux
Georges Catroux (29 tháng 1 năm 1877 – 21 tháng 12 năm 1969) là một đại tướng của quân đội Pháp. Ông đã trải qua Thế chiến thứ nhất và Thế chiến thứ hai.